# 新宿野村大厦
35°41′34″N 139°41′43″E / 35.69278°N 139.69528°E
新宿野村大厦（日语：新宿野村ビルディング）是日本东京都新宿区西新宿超高层建筑群中的一栋摩天大楼。

## 概要
新宿野村大厦由野村不动产投资兴建，是一栋白色调与蓝绿色调玻璃外观的建筑，与日本损保总部大厦相邻。地下1楼与地下2楼设有餐馆和商店，2楼设有野村证券新宿野村大厦支店，4楼设有自助餐厅，5楼设有诊所，49楼～50楼设有餐厅街，50楼设有免费展望台。

## 主要租户
- 野村不动产株式会社总部
- ASKA制药株式会社
- 美国美亚保险
- 株式会社损害保险日本
- 日本兴亚损害保险

等等。（2010年11月）

## 前往方法
- 新宿站步行6分钟
- 大江户线都厅前站步行4分钟
- 丸之内线西新宿站步行4分钟
- 停车场（收费）

## 脚注
1. ↑  . Skyscraperpage.com. （原始内容存档于2012-03-29）.
2. ↑  . Emporis.com. （原始内容存档于2012-03-29）.